# Elezioni presidenziali in Tunisia del 2019
Le elezioni presidenziali in Tunisia del 2019 si sono tenute il 15 settembre (primo turno) e il 13 ottobre (secondo turno).

## Risultati
| Candidati              | Partiti                                   | I turno   | I turno | II turno  | II turno |
| Candidati              | Partiti                                   | Voti      | %       | Voti      | %        |
| ---------------------- | ----------------------------------------- | --------- | ------- | --------- | -------- |
| Kaïs Saïed             | Indipendente                              | 620 711   | 18,40   | 2 777 931 | 72,71    |
| Nabil Karoui           | Qalb Tounes                               | 525 517   | 15,58   | 1 042 894 | 27,29    |
| Abdelfattah Mourou     | Ennahda                                   | 434 530   | 12,88   |           |          |
| Abdelkrim Zbidi        | Indipendente (Nidaa Tounes - Afek Tounes) | 361 864   | 10,73   |           |          |
| Youssef Chahed         | Tahya Tounes                              | 249 049   | 7,38    |           |          |
| Safi Saïd              | Indipendente                              | 239 951   | 7,11    |           |          |
| Lotfi Mraihi           | Unione Popolare Repubblicana              | 221 190   | 6,56    |           |          |
| Seifeddine Makhlouf    | Al Karama                                 | 147 351   | 4,37    |           |          |
| Abir Moussi            | Partito Desturiano Libero                 | 135 461   | 4,02    |           |          |
| Mohamed Abbou          | Corrente Democratica                      | 122 287   | 3,63    |           |          |
| Moncef Marzouki        | Hizb el-Harak                             | 100 338   | 2,97    |           |          |
| Mehdi Jomaa            | Alternativa Tunisina                      | 61 371    | 1,82    |           |          |
| Mongi Rahoui           | Fronte Popolare                           | 27 355    | 0,81    |           |          |
| Hechmi Hamdi           | Petizione Popolare                        | 25 284    | 0,75    |           |          |
| Hamma Hammami          | Indipendente                              | 23 252    | 0,69    |           |          |
| Elyes Fakhfakh         | Ettakatol                                 | 11 532    | 0,34    |           |          |
| Saïd Aïdi              | Beni Watani                               | 10 198    | 0,30    |           |          |
| Omar Mansour           | Indipendente                              | 10 160    | 0,30    |           |          |
| Mohsen Marzouk         | Machrouu Tounes                           | 7 376     | 0,22    |           |          |
| Hamadi Jebali          | Indipendente                              | 7 364     | 0,22    |           |          |
| Néji Jalloul           | Indipendente                              | 7 166     | 0,21    |           |          |
| Abid Briki             | Tunisia Avanti                            | 5 799     | 0,17    |           |          |
| Selma Elloumi Rekik    | Al Amal                                   | 5 093     | 0,15    |           |          |
| Mohamed Esghaier Nouri | Indipendente                              | 4 598     | 0,14    |           |          |
| Slim Riahi             | Nuova Unione Nazionale                    | 4 472     | 0,13    |           |          |
| Hatem Boulabiar        | Indipendente                              | 3 704     | 0,11    |           |          |
| Totale                 | Totale                                    | 3 372 973 | 100     | 3 820 825 | 100      |